# العلاقات البلغارية الكورية الشمالية
العلاقات البلغارية الكورية الشمالية هي العلاقات الثنائية التي تجمع بين بلغاريا وكوريا الشمالية.

## مقارنة بين البلدين
هذه مقارنة عامة ومرجعية للدولتين:
| وجه المقارنة                                              | بلغاريا                                                                             | كوريا الشمالية                        |
| --------------------------------------------------------- | ----------------------------------------------------------------------------------- | ------------------------------------- |
| المساحة (كم2)                                             | 110.99 ألف                                                                          | 120.54 ألف                            |
| عدد السكان (نسمة)                                         | 7.08 مليون                                                                          | 25.49 مليون                           |
| الكثافة السكانية (ن./كم²)                                 | 63.79                                                                               | 211.47                                |
| العاصمة                                                   | صوفيا                                                                               | بيونغيانغ                             |
| اللغة الرسمية                                             | اللغة البلغارية                                                                     | لغة كوريا الشمالية القياسية ‏          |
| العملة                                                    | ليف بلغاري                                                                          | وون كوري شمالي                        |
| الناتج المحلي الإجمالي (بليون دولار)                      | 56.83 مليار                                                                         |                                       |
| الناتج المحلي الإجمالي (تعادل القوة الشرائية) بليون دولار | 130.99 مليار                                                                        |                                       |
| الناتج المحلي الإجمالي الاسمي للفرد دولار أمريكي          | 8.03 ألف                                                                            |                                       |
| الناتج المحلي الإجمالي للفرد دولار أمريكي                 | 17.21 ألف                                                                           |                                       |
| مؤشر التنمية البشرية                                      | 0.782                                                                               |                                       |
| رمز المكالمات الدولي                                      | +359                                                                                | +850                                  |
| رمز الإنترنت                                              | .bg، .бг ‏                                                                           | .kp                                   |
| المنطقة الزمنية                                           | ت ع م+02:00، ت ع م+03:00، أوروبا/صوفيا ‏، توقيت شرق أوروبا، توقيت شرق أوروبا الصيفي ‏ | ت ع م+08:30، ت ع م+08:30، ت ع م+09:00 |

## منظمات دولية مشتركة
يشترك البلدان في عضوية مجموعة من المنظمات الدولية، منها:
| علم المنظمة | اسم المنظمة              | تاريخ انضمام بلغاريا | تاريخ انضمام كوريا الشمالية |
| ----------- | ------------------------ | -------------------- | --------------------------- |
|             | يونسكو                   | 17 مايو 1956         | 18 أكتوبر 1974              |
|             | الاتحاد البريدي العالمي  | ?                    | ?                           |
|             | الأمم المتحدة            | 14 ديسمبر 1955       | 17 سبتمبر 1991              |
|             | الاتحاد الدولي للاتصالات | 18 سبتمبر 1880       | ?                           |

## وصلات خارجية
- موقع وزارة الخارجية البلغارية
- موقع وزارة الخارجية الكورية الشمالية